# Salix karelinii
Salix karelinii là một loài thực vật có hoa trong họ Liễu. Loài này được Turcz. ex Stschegl. miêu tả khoa học đầu tiên năm 1854.